# Anatoliy Skorokhod
Anatoliy Volodymyrovych Skorokhod (Анато́лій Володи́мирович Скорохо́д; 10 de septiembre de 1930--3 de enero de 2011) fue un matemático ucraniano de la antigua URSS.
Skorokhod es conocido por un amplio tratado sobre la teoría de procesos estocásticos, que escribió en colaboración con Gikhman. En palabras del matemático y teórico de la probabilidad Daniel W. Stroock "Gikhman y Skorokhod hicieron un excelente trabajo al presentar la teoría en su actual estado de rica imperfección."

## Carrera
Skorokhod trabajó en la Universidad de Kiev de 1956 a 1964. Posteriormente estuvo en el Instituto de Matemáticas de la Academia Nacional de Ciencias de Ucrania desde 1964 hasta 2002. Desde 1993, era profesor en la Universidad Estatal de Michigan en Estados Unidos, y miembro de la Academia Americana de las Artes y las Ciencias. Fue académico de la Academia Nacional de Ciencias de Ucrania desde 1985 hasta su muerte en 2011.
Sus trabajos científicos versan sobre la teoría de:
- ecuaciones diferenciales estocásticas,
- teoremas del límite central en procesos aleatorios,
- Distribución de la probabilidad en un espacio de dimensión infinita,
- estadísticas de procesos aleatorios y procesos de Márkov.

Skorokhod es autor de más de 450 trabajos científicos, entre ellos más de 40 monografías y libros. Muchos términos y conceptos llevan su nombre, entre ellos:
- Teorema de incrustación de Skorokhod
- Integral de Skorokhod
- Teorema de representación de Skorokhod
- Espacio de Skorokhod
- Problema de Skorokhod

## Obras seleccionadas
- con I. I. Gikhman: Introducción a la teoría de los procesos aleatorios, W. B. Saunders 1969,[9] Dover 1996
- con I. I. Gikhman: Ecuaciones diferenciales estocásticas,[10] Springer Verlag 1972
- con I. I. Gikhman: Procesos estocásticos controlados,[11] Springer Verlag 1979
- con I. I. Gikhman: La teoría de los procesos estocásticos,[2][3][4] Springer Verlag, 3 vols, 2004-2007
- Procesos aleatorios con incrementos independientes, Kluwer 1991
- Asymptotic methods in the theory of stochastic differential equations, American Mathematical Society 1989
- Operadores lineales aleatorios, Reidel 1984
- Studies in the theory of random processes, Dover 1982[12]
- Stochastic equations for complex systems, Reidel/Kluwer 1988 ISBN 90-277-2408-3[13]
- Stochastische Differentialgleichungen, Berlín, Akademie Verlag 1971
- Integration in Hilbert Space, Springer Verlag 1974[14]
- con Yu. V. Prokhorov: Basic principles and applications of probability theory, Springer Verlag 2005
- con Frank C. Hoppensteadt, Habib Salehi: Random perturbation methods with applications in science and engineering, Springer Verlag 2002